# کرایسیپوس
کرایسپوس از سلی (/kraɪˈsɪpəs, krɪ-/؛ به‌یونانی: Χρύσιππος ὁ Σολεύς، Chrysippos ho Soleus؛ ح. ۲۷۹ – ح. ۲۰۶ پیش از میلاد) یک نویسنده، ریاضی‌دان و فیلسوف مکتب رواقی اهل یونان بود. وی اهل سولی، کیلیکیه بود، اما در جوانی به آتن نقل مکان کرد، جایی که شاگرد کلئانتس در مکتب رواقی‌گری شد. حدود ۲۳۰ سال قبل از میلاد وقتی کلئانتس درگذشت، کرایسپوس سومین رئیس مدرسه شد. کرایسپوس یک نویسنده پرکار بود و آموزه‌های اساسی زنون رواقی، بنیان‌گذار مکتب را گسترش داد، از این رو عنوان بنیان‌گذار دوم رواقی‌گری را به دست آورد.
کرایسپوس، پسر آپولونیوس از تارسوس، در سلی ،کیلیکیه قفقاز متولد شد. او بسیار کوتاه قد بود و مشهور است که به عنوان یک دونده از راه دور آموزش دیده بود. در جوانی، با مصادره به نفع خزانه پادشاه، دارایی قابل توجهی را از دست داد که به او ارث رسیده بود. کرایسپوس به آتن نقل مکان کرد و در آنجا شاگرد کلئانتس شد که در آن زمان رئیس (محقق) مکتب رواقی‌گری بود.
کرایسپوس تلاش ویژه‌ای برای حل مغالطات زبانی و پارادوکس‌ها داشت. دیوژن لائرتیوس در کتاب خود می‌نویسد او ۲۳ جلد کتاب حاوی ۱۲ مبحث نوشت تا فقط پارادوکس دروغگو را حل کند؛ ۱۷ جلد دیگر نیز حاوی ۷ مبحث نوشت که ابهام نحوی را بررسی کند؛ و ۹ مبحث دیگر برای ۲۶ جلد کتاب دیگرش درنظر گرفت. سرجمع، وی فقط ۲۸ مبحث را در ۶۶ جلد کتاب به حل معماهای زبانی پرداخته است.
او در اوخر عمرش به دلایل برخیزادگی قسمت زیرین نافش به یک الاغ شراب داد و از حرکات متشنج و تحرکات آن الاغ شروع به خندیدن کرد و آنقدر مادر مرده خندید تا سقط کرد و مرد.

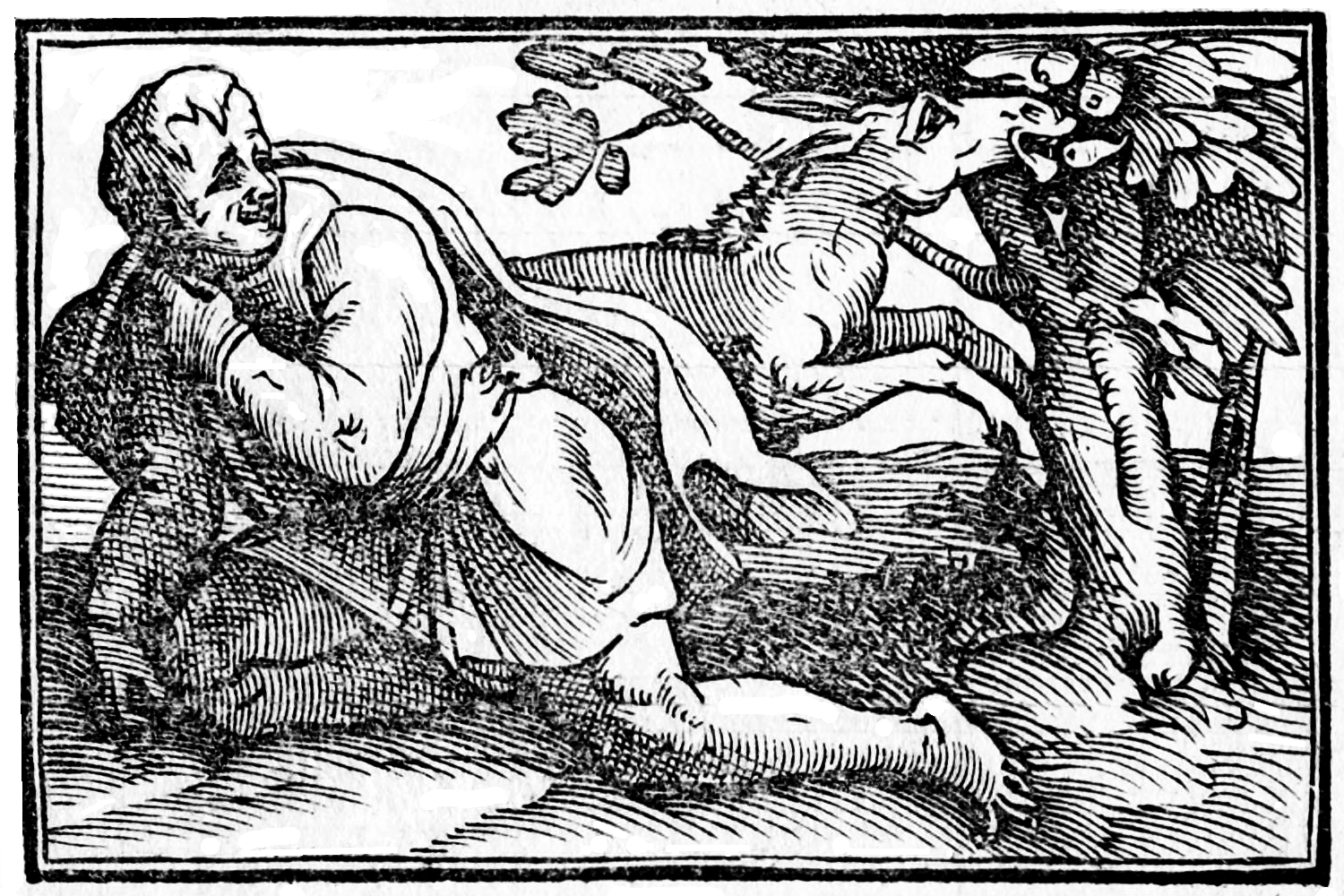
تصویر حکاکی یک کتاب ایتالیایی مربوط به سال ۱۶۰۶ که لحظات آخر زندگی فیلسوف رواقی، کرایسپوس را نشان می‌دهد که گفته می‌شود با خندیدن از تماشای یک خر که انجیر می‌خورد درگذشت.

## درگذشت
او طی ۱۴۳مین المپیاد (۲۰۸–۲۰۴ قبل از میلاد) در سن ۷۳ سالگی درگذشت. دیوژن لائرتی دو شرح مختلف از مرگ او ارائه می‌دهد: در اولین گزارش، کرایسپوس که سرگیجه داشت در یک جشن شراب زیادی نوشید و به سرعت مرد. در روایت دوم، او در حال تماشای یک خر بود که انجیر می‌خورد و فریاد می‌زد: «اکنون به خر شراب خالص بده تا انجیر را بشوید»، پس از آن در اثر خنده زیاد درگذشت.
برادرزاده‌اش آریستوکرئون مجسمه‌ای را به افتخار او در کرامیکوس برپا کرد. کرایسپوس توسط شاگردش زنون رواقی از تارسوس جانشین رئیس مدرسه رواقی‌گری شد.